# Makoto Iwamatsu

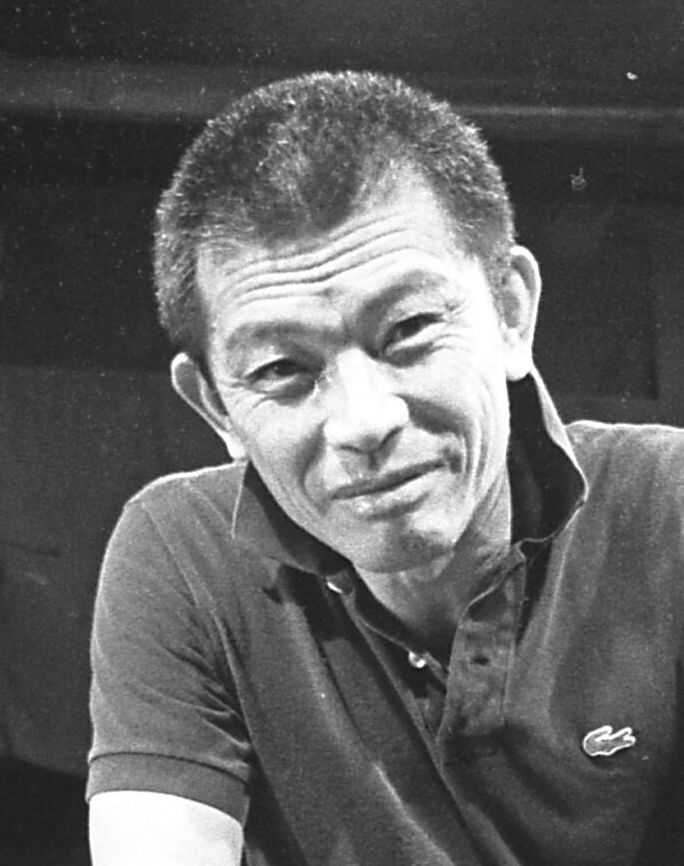
Mako, 1986

Makoto Iwamatsu, auch Mako (japanisch 岩松 信, Iwamatsu Makoto; * 10. Dezember 1933 in Kōbe, Japan; † 21. Juli 2006 in Somis, Kalifornien), war ein japanischer Schauspieler.

## Leben
Iwamatsu wuchs bei seinen Großeltern auf, da seine Eltern in den USA Kunstwissenschaft studierten. Als 1941 Japan den USA den Krieg erklärte, wurden seine Eltern interniert. 
Nach Kriegsende zog Iwamatsu zu seinen Eltern in die USA, die für das Office of War Information in New York City arbeiteten, um dort Architektur zu studieren. Als er 1956 Staatsbürger der USA wurde, hielt er es für eine Pflicht, sich zum Militär zu melden. Dort trat er bei militärischen Veranstaltungen der US-Armee auf der Bühne auf und erlebte erste Erfolge.
Anstatt weiter Architektur zu studieren, immatrikulierte er sich in Kalifornien am Pasadena Playhouse. 1959 hatte er sein Debüt in dem Film Never So Few. Für seine Rolle Po-Han im Film Kanonenboot am Yangtse-Kiang wurde er 1966 für den Oscar und den Golden Globe Award nominiert.
Verheiratet war er mit der Schauspielerin Shizuko Hoshi, mit der er zwei Töchter hatte. Seine Schwester ist die Schauspielerin Momo Yashima. Über viele Jahre arbeitete Iwamatsu wiederholt mit Chuck Norris zusammen. Außerdem wirkte Iwamatsu immer wieder in Serien mit; unter anderem in Magnum, M*A*S*H und Das A-Team.
Makoto Iwamatsu erlag dem Speiseröhrenkrebs. Seine letzte Rolle hat er in Teenage Mutant Ninja Turtles, wo er im Original die Ratte Splinter spricht. In der Folge „Geschichten aus Ba Sing Se“ von Avatar – Der Herr der Elemente betrauert Onkel Iroh seinen gefallenen Sohn Lu Ten, gefolgt vom Schriftzug „In Gedenken an Mako“.

## Filmografie (Auswahl)
- 1959: Wenn das Blut kocht (Never So Few)
- 1966: Kanonenboot am Yangtse-Kiang (The Sand Pebbles)
- 1966: Geliebter Haustyrann (The Ugly Dachshund)
- 1966: Das Geheimnis der grünen Hornisse (The green Hornet)
- 1970: Herrscher der Insel (The Hawaiians)
- 1974: Insel am Ende der Welt (The Island at the Top of the World)
- 1974–1980: M*A*S*H  (5 Folgen)
- 1975: Die Killer-Elite (The Killer Elite)
- 1978: Columbo: Mord à la Carte (Murder Under Glass) (Fernsehreihe)
- 1978–1979: Der unglaubliche Hulk (The Incredible Hulk) (Fernsehserie, 2 Folgen)
- 1980: Die große Keilerei (Battle Creek Brawl – The Big Brawl)
- 1981: Der Gigant (An Eye for an Eye)
- 1982: Conan der Barbar (Conan the Barbarian)
- 1983: Das letzte Testament (Testament)
- 1983: Magnum Krimi Serie (Folge: Tozan, der Samurai)
- 1984: Conan der Zerstörer (Conan the Destroyer)
- 1988: Tucker (Tucker: The Man and His Dream)
- 1990: Filofax – Ich bin du und du bist nichts (Taking Care of Business)
- 1990: Fremde Schatten (Pacific Heights)
- 1991: A perfect Weapon – Eine perfekte Waffe (The Perfect Weapon)
- 1992: Robocop 3
- 1992: Sidekicks
- 1993: Die Wiege der Sonne (Rising Sun)
- 1994: Highlander III – Die Legende (Highlander III – The Sorcerer)
- 1995: Crying Freeman – Der Sohn des Drachen (Crying Freeman)
- 1996: Female Justice (Sworn to Justice)
- 1997: Sieben Jahre in Tibet (Seven Years in Tibet)
- 2001: Pearl Harbor
- 2001–2004: Samurai Jack (Stimme des Dämonen Aku)
- 2003: Bulletproof Monk – Der kugelsichere Mönch (Bulletproof Monk)
- 2005: Die Geisha (Memoirs of a Geisha)
- 2005: Monk (Mr. Monk vs. the Cobra) (3/11) (Master Zi)
- 2005–2007: Avatar – Der Herr der Elemente (Avatar: The Last Airbender, Stimme von Onkel Iroh im englischen Original für 27 Folgen)
- 2007: Teenage Mutant Ninja Turtles (TMNT, Stimme von Meister Splinter im Original)